# Chiesa di Sant'Eligio (Villaggio Prenestino)
La chiesa di Sant'Eligio è un luogo di culto cattolico di Villaggio Prenestino, frazione di Roma Capitale rientrante all'interno della zona Lunghezza; è sede dell'omonima parrocchia appartenente alla diocesi di Roma.

## Storia
Villaggio Prenestino è una frazione geografica di Roma Capitale, già borgata, situata alla periferia orientale della città e caratterizzata da una bassa densità di popolazione.
Il 25 giugno 1963, con il decreto Succrescente in dies del cardinale vicario Clemente Micara, venne eretta in tale zona una parrocchia dedicata a Sant'Eligio, i cui confini attuali sono stati determinati il 27 febbraio 1995 con un decreto del cardinale vicario Camillo Ruini.
La costruzione di un edificio di culto cominciò nel 1966 per terminare l'anno successivo, secondo il progetto dell'architetto Aldo Aloysi. La chiesa, anch'essa dedicata a Sant'Eligio, è stata oggetto di un restauro nel 1990, in occasione del quale è stata realizzata la facciata su disegno di Mario Novelli.

## Descrizione

### Arte e architettura
La chiesa di Sant'Eligio sorge nel centro di Villaggio Prenestino, lungo via Fosso dell'Osa.

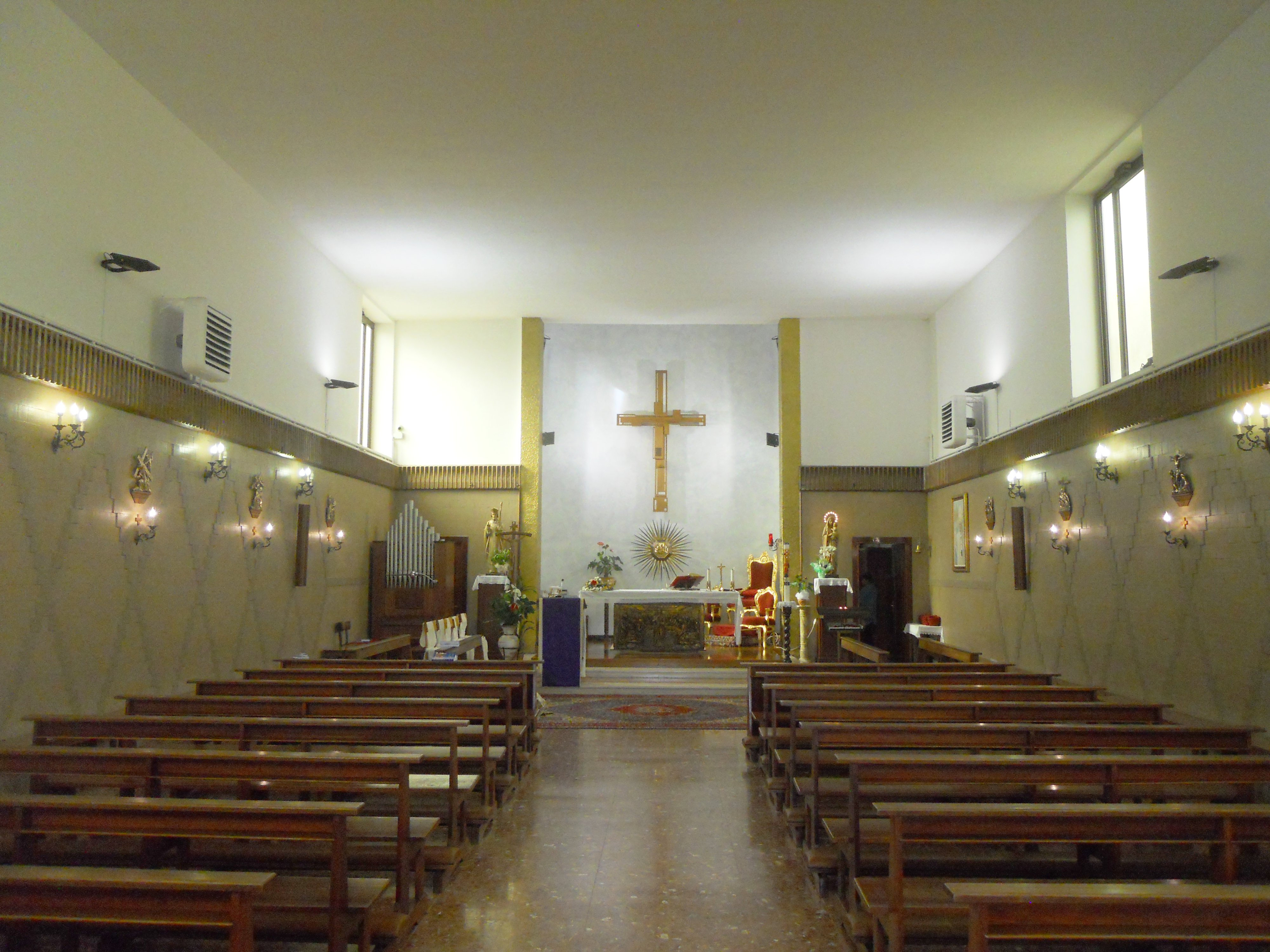
Interno

L'edificio è in stile moderno e di modeste dimensioni, commisurate alle esigenze dell'epoca in cui esso venne costruito. L'esterno è caratterizzato dalla facciata, preceduta da un sagrato. Il prospetto, opera di Mario Novelli, risale al 1990: nella parte inferiore si apre il portale, sormontato da un protiro pensile e dallo stemma in bronzo di papa Paolo VI; quella superiore, invece, presenta una griglia frangisole in calcestruzzo, dietro la quale si aprono tre finestre. Il coronamento è piatto.
L'interno è costituito da un unico ambiente a pianta rettangolare con soffitto piano e paramento murario in parte in piastrelle (fascia inferiore), in parte in intonaco chiaro (parte superiore). Nella parete di fondo, al centro, si apre l'abside quadrangolare leggermente sporgente, la cui parete di fondo ospita un moderno Crocifisso in legno con il corpo di Gesù stilizzato. Il presbiterio, rialzato di alcuni gradini rispetto al resto della chiesa, ospita in posizione avanzata, sulla sinistra, l'ambone in legno, al centro l'altare con paliotto bronzeo raffigurante l'Ultima Cena e, sulla destra, nell'abside, la sede. Ai lati, le statue della Madonna col Bambino (a destra) e di Sant'Eligio (a sinistra).

### Organo a canne

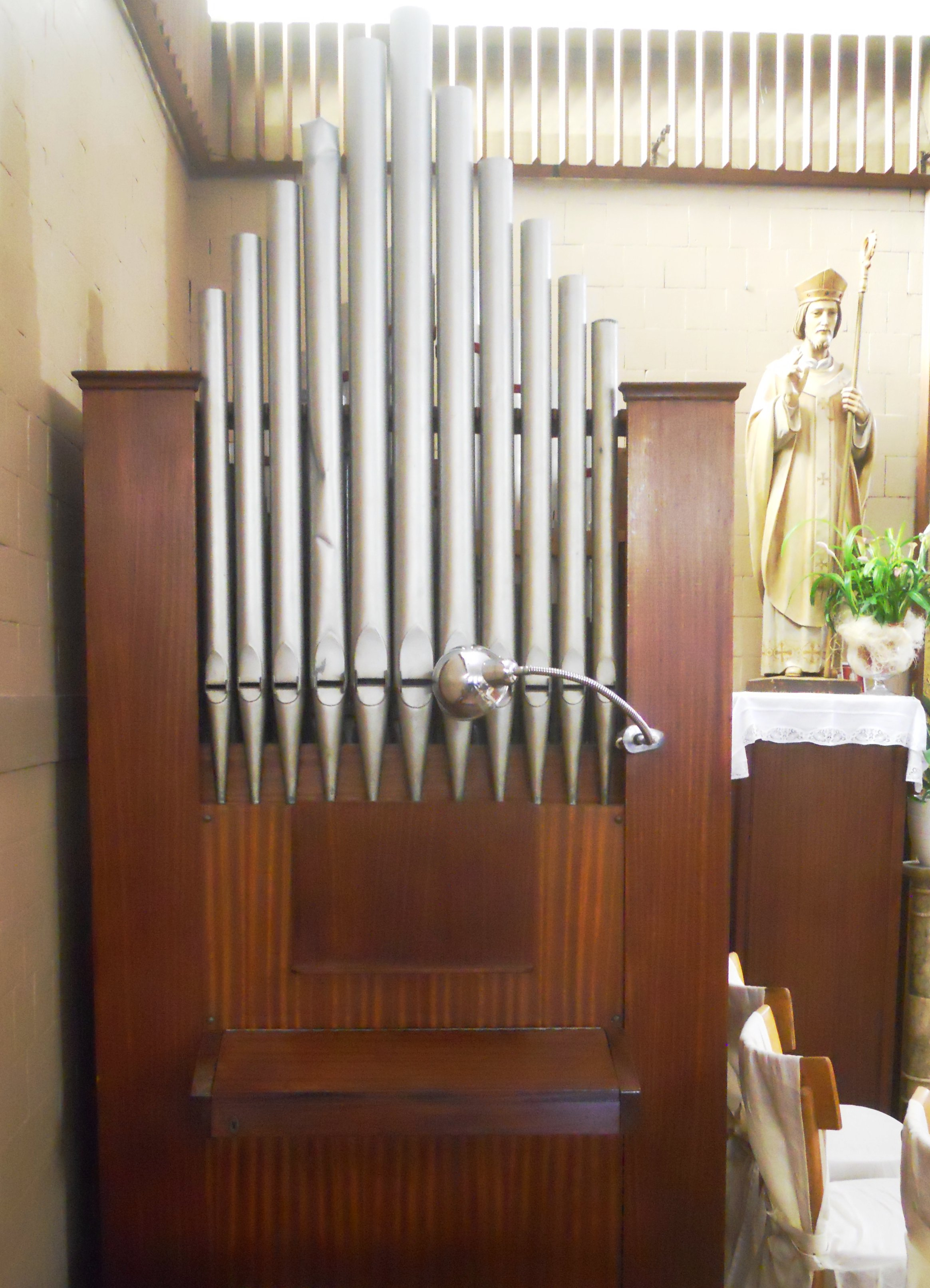
Organo a canne

Alla sinistra del presbiterio, in posizione parallela rispetto all'altare, vi è l'organo a canne della chiesa, coevo a quest'ultima ed opera dell'organaro Rosario Chichi.
Lo strumento è a trasmissione integralmente meccanica ed è alloggiato all'interno di una cassa lignea priva di copertura; la consolle è sporgente dalla parte anteriore di quest'ultima ed è costituita da un'unica tastiera di 49 note e pedaliera dritta con tasti sospesi di 12 note, costantemente unita al manuale e con registro tappato di 8' costantemente inserito. I registri sono azionati da pomelli posti su fila unica al di sopra del manuale.